# Технологія суцільно-розширювальних труб

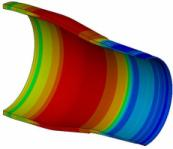
Зображення розширеного трубчастого елемента.

Технологія суцільно-розширювальних труб або Розширювана трубна технологія — це система збільшення діаметра обсадної труби або хвостовика нафтової свердловини до 30 % після її спуску в свердловину.

## Загальний опис
При виборі конструкції свердловини намагаються звести до мінімуму кількість обсадних колон. Для спуску кожної додаткової колони необхідно збільшувати діаметр попередніх обсадних колон і діаметр доліт для буріння. У складних гірничо-геологічних умовах, особливо при бурінні в акваторіях морів, конструкція свердловини може містити до 9 обсадних колон.
При використанні сучасної технології, для збереження діаметра долота, після спуску обсадної колони використовують обсадні розширювальні труби. При цьому, після спуску обсадної колони буріння ведуть долотом із розширювачем, за допомогою якого утворюється діаметр стовбура більший, ніж прохідний діаметр у попередній колоні. При досягненні глибини спуску наступної колони спускають обсадну колону зі сталевих розширювальних труб. Потім у затрубний простір закачують цемент (процес цементування колони) і відразу після цього обсадні труби розширюють за допомогою розширюючого конусу. Конус переміщується вздовж труби під дією зусилля, що передається на нього від ваги бурильної колони або внаслідок механічного зусилля вгору чи вниз. При проходженні розширювального конуса відбувається пластична деформація стінок труби при напруженнях, вищих за межу текучості і менших за межу міцності матеріалу труб. Розширення внутрішнього діаметра обсадних труб може досягати 25-30 %. Зазвичай, труби необхідно розширити менше ніж на 20 %.
При кріпленні стовбура свердловини хвостовиком із розширювальних труб, у нижній частині хвостовика кріпиться пусковий пристрій. Діаметр пристрою менший за номінальне значення внутрішнього діаметра попередньої колони. Це дозволяє спускати пристрій крізь верхню колону до вибою. У верхній частині хвостовика монтується підвісний пристрій з еластомірним елементом, який ущільнюється у попередній обсадні колоні. Після розширення обсадна труба має зовнішній діаметр більший, ніж зовнішній діаметр пускового пристрою, а внутрішній — рівний внутрішньому діаметру пускового пристрою. За такою технологією застосовують розширювані системи для хвостовиків у відкритому стовбурі свердловини, розширювані системи для обсадженого стовбура і розширювані пристрої для підвішування хвостовиків.
Застосування обсадних розширюваних труб дозволяє зберегти діаметр стовбура свердловини, при цьому немає необхідності у спеціальній підвісці хвостовика і застосуванні пакера, забезпечується краще ущільнення кільцевого простору, забезпечується можливість зміцнення обсадної колони при її ремонті .

## Системи, які застосовуються для розширення обсадних труб:
1. Система осьового розширення колони зверху вниз. Розширювальний інструмент складається із фіксованого наконечника для іні-ціювання розширення і рухомих осьових роликів для завершення ро-зширення. У процесі розширення внутрішнього діаметра труб у свер-дловині, поршні розсувають рухомі осьові ролики.
2. Система розширення при низькому осьовому навантаженні з провертанням при низькому зусиллі тертя кочення розширювального інструменту. Така система дозволяє розширювати окремі інтервали обсадних колон.
3. Система гідравлічного розширення.
Елементи розширювальних систем і специфіка їх застосування у свердловинах:
1. Розширювальні піщані фільтри. Компанія Weatherford установила 225 розширюваних фільтрів загальною довжиною 36200 м. Найбільша довжина розширення склала більше 1500 м при загальній довжині розширюваного фільтра – 2130 м. Фільтри встановлювали у відкритому стовбурі у 74 % випадків, в обсадженому стовбурі у 26 % випадків. Фільтр має внутрішню щілиноподібну трубу, а зверху фільтруючий матеріал захищений розсувним кожухом.
2. Альтернативні хвостовики для ізоляції зон ускладнень. Уста-новлюють у випадках, коли згідно з конструкцією свердловини перекрити такі зони звичайною обсадною колоною не можливо.
3. Розширювальні хвостовики для закінчування свердловин. За-стосовуються для закріплення стінок свердловини фільтрами, для ізоляції окремих інтервалів свердловини, зокрема у бічних стовбурах.
4. Розширювальні підвіски хвостовиків для створення ущільнення між хвостовиком і стінками обсадної колони метал до металу. Підвіски випускаються типорозмірів: 127×177,8 мм; 139,7×177,8 мм; 177,8×244,5 мм; 193,7×244,5 мм.
5. Розширювальні хвостовики для ремонту обсадних колон.
6. Розширювачі, що проходять через колону меншого діаметра.
7. Розширювальні системи для підвішування хвостовиків у бічних стовбурах багатовибійних свердловин і розширювальні пакери.
У необсадженому стовбурі свердловини розширювані хвостовики спускають для перекриття нестійких відкладів, зон поглинань, перекриття соленосних відкладів. 
Під час розширення довжина труб скорочується на 4 %. Тому хвостовики розширюють знизу вгору. При розширенні зверху-вниз, внаслідок скорочення хвостовика, він буде підніматись від вибою вгору. Зусилля для розширення колони діаметром 339,7 мм складає 1,34 МН. 

## Послідовність операцій зі встановлення труб наступна:
1. Буріння ділянки стовбура свердловини.
2. Спуск у свердловину разом із хвостовиком розширювального вузла і пускового пристрою.
3. Цементування розширювального хвостовика.
4. Установлення замикаючого знизу корка (пробки) для забезпе-чення розширення хвостовика.
5. Розширення хвостовика, встановленого у відкритому стовбурі свердловини.
6. Розширення втулки підвіски хвостовика.
7. Розбурювання підошви та зворотного клапана розширеного хвостовика.
В обсадженому стовбурі розширювальні хвостовики встанов-люють для ремонту та посилення існуючої обсадної колони, ізоляції окремих перфорованих інтервалів. Система аналогічна попередній. У цьому випадку втулки з еластомірним покриттям, встановлюють вгорі і внизу хвостовика. Хвостовик спускають із закриваючим пристроєм, а під час спуску доливають для уникнення його зминання.
Послідовність операцій зі встановлення труб наступна:
1. Спуск у свердловину долота і скребка для очищення обсадних труб від мінеральних відкладів і продуктів корозії.
2. Оцінка стану обсадної колони, визначення її цілісності, внут-рішнього діаметра труб, їх товщини і овальності.
3. Спуск у свердловину хвостовика і розширюваного вузла для підвішування хвостовика та пускового пристрою.
4. Встановлення замикаючого знизу наконечника для забезпе-чення розширення хвостовика.
5. Розширення хвостовика.
6. Опресування розширеного хвостовика.
7. Розбурювання підошви та зворотного клапана розширеного хвостовика.
Розширювальний пристрій для підвішування хвостовика використовується замість звичайної підвіски. Він має вигляд втулки. Всередині втулки пропускається розширювальний конус на оправці.
Використання розширюваних труб дозволяє спрощувати конструкцію свердловин, бурити свердловини у складних умовах, особливо на морі, де градієнти пластових тисків і тисків гідророзриву гірських порід близькі.
Розширювальні хвостовики застосовуються довжиною до 600 м.
При цементуванні розширювальних колон кількість тампонажного цементу розраховують із урахуванням наступного розширення колони.